# زينوفي روزيستفينسكي
زينوفي بتروفيتش روزيستفينسكي (Zinovy Rozhestvensky) (11 نوفمبر 1848 - 14 يناير 1909)، كان أميرالًا روسيًا في البحرية الإمبراطورية الروسية. كان قائدًا لسرب المحيط الهادئ الثاني في معركة تسوشيما، خلال الحرب الروسية اليابانية.

## أوسمة
- وسام القديس جورج من الدرجة الرابعة
- وسام القديس فلاديمير من الدرجة الثالثة والرابعة مع الشريط
- وسام القديسة آنا من الدرجة الثانية والثالثة
- وسام القديس ستانيسلاف ، الدرجات الأولى والثانية والثالثة